# Лукинська (Тарногський район)
Лу́кинська (рос. Лукинская) — присілок у складі Тарногського району Вологодської області, Росія. Входить до складу Тарногського сільського поселення.

## Населення
Населення — 32 особи (2010; 23 у 2002).
Національний склад (станом на 2002 рік):
- росіяни — 100 %